# マキシ・ゴメス
マクシミリアーノ・ゴメス・ゴンサレス（Maximiliano "Maxi" Gómez González, 1996年8月14日 - ）は、ウルグアイ・パイサンドゥー出身のサッカー選手。ウルグアイ代表。カディスCF所属。ポジションはフォワード。

## 経歴
2013年からデフェンソール・スポルティングのユースチームでプレーし、2015年9月15日、コパ・スダメリカーナ2015のウニベルシタリオ・デポルテス戦でデビューを果たした。
2017年5月22日、スペインのセルタ・デ・ビーゴに5年契約で移籍した。8月19日、レアル・ソシエダ戦でデビューを果たし、2得点を記録した。
2019年7月14日、バレンシアCFはゴメスと2024年6月までの契約を結び、契約解除金は1億4000万ユーロに設定したことを発表した。

## 代表歴

### 出場大会
- ウルグアイ代表
  - 2018 FIFAワールドカップ
  - 2022 FIFAワールドカップ

### 試合数
- 国際Aマッチ 32試合 4得点（2017年-）[7]

| ウルグアイ代表 | 国際Aマッチ | 国際Aマッチ |
| 年             | 出場        | 得点        |
| -------------- | ----------- | ----------- |
| 2017           | 2           | 0           |
| 2018           | 7           | 0           |
| 2019           | 8           | 2           |
| 2020           | 2           | 1           |
| 2021           | 3           | 0           |
| 2022           | 7           | 1           |
| 2023           | 3           | 0           |
| 通算           | 32          | 4           |